# Michael R. Daniel
Michael Roland Daniel (* 13. April 1940 in Gaffney, South Carolina) ist ein US-amerikanischer Politiker. Zwischen 1983 und 1987 war er Vizegouverneur des Bundesstaates South Carolina.

## Werdegang
Michael Daniel absolvierte die Militärschule The Citadel in Charleston und studierte dann bis 1962 das Fach Journalismus an der University of South Carolina. Nach einem anschließenden Jurastudium an derselben Universität und seiner 1965 erfolgten Zulassung als Rechtsanwalt begann er in diesem Beruf zu arbeiten. Gleichzeitig schlug er als Mitglied der Demokratischen Partei eine politische Laufbahn ein. Zwischenzeitlich war er für einige Zeit als Oberleutnant in der United States Army. Er gehörte später der Nationalgarde seines Staates an, in der er bis zum Oberstleutnant aufstieg. Zehn Jahre lang saß er als Abgeordneter im Repräsentantenhaus von South Carolina, wo er unter anderem dem Justizausschuss angehörte. Zwischenzeitlich war er als Speaker Pro Tempore der amtierende Präsident dieser Kammer.
1982 wurde Daniel an der Seite von Richard Riley zum Vizegouverneur von South Carolina gewählt. Dieses Amt bekleidete er zwischen 1983 und 1987. Dabei war er Stellvertreter des Gouverneurs und formaler Vorsitzender des Staatssenats. In dieser Eigenschaft leitete er vier erfolgreiche Handelsmissionen seines Staates in den Fernen Osten. 1986 kandidierte er erfolglos für das Amt des Gouverneurs. Seit dem Ende seiner Zeit als Vizegouverneur praktiziert er wieder als Anwalt. Er ist Mitglied der amerikanischen Anwaltskammer und der von South Carolina.